# Watkins Glen (New York)

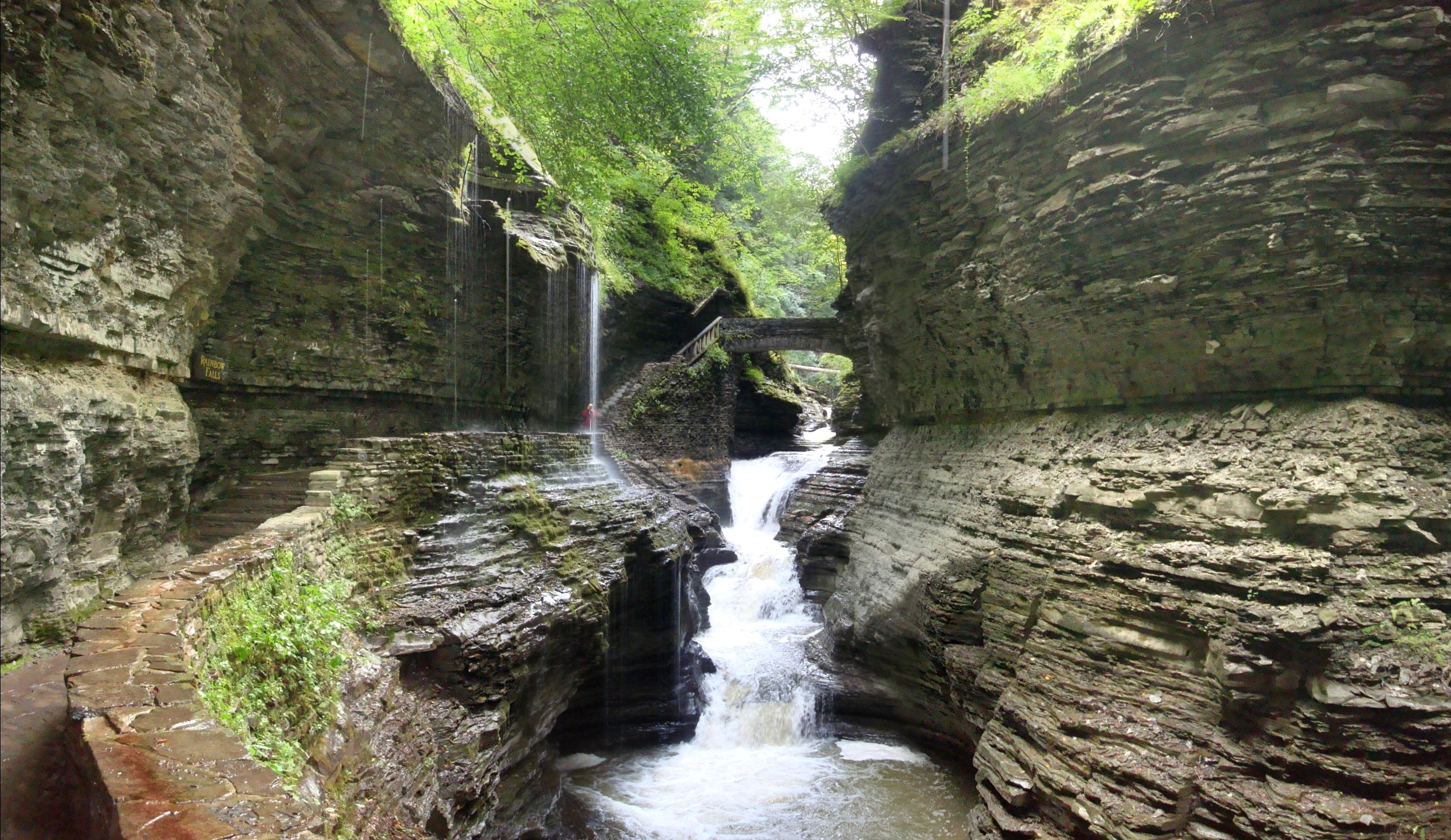
Watkins Glen State Park

Watkins Glen is een plaats (village) in de Amerikaanse staat New York en is de hoofdplaats van Schuyler County.

## Demografie
Bij de volkstelling in 2000 werd het aantal inwoners vastgesteld op 2149.

## Geografie
Volgens het United States Census Bureau beslaat de plaats een oppervlakte van
5,8 km², waarvan 4,8 km² land en 1 km² water. Watkins Glen ligt op ongeveer 141 m boven zeeniveau.

## Circuit
In het dorp is het circuit Watkins Glen International gelegen, waar van 1961 tot 1980 Formule 1 races werden gehouden. Ook werd hier in 1973 de Summer Jam gevierd, met minstens 650.000 bezoekers het grootste popfestival, het Woodstock Festival hierbij inbegrepen. 